# 我們的世界
《我們的世界》 是麥田守望者樂隊的第三張錄音室專輯，也是在太合麥田發行的第一張專輯，於2006年6月發行。風格以英式搖滾、復古搖滾為主。The Perfect Day在2005年12月率先以數字單曲型式發行，Super Star及《一意孤行》隨後被製作成宣傳單曲，其中《一意孤行》宣傳單曲中還收錄了樂隊首張同名專輯中的經典作品《在路上》。因為《一意孤行》與《在路上》表達的情懷相似，因此《一意孤行》通常被看作是《在路上》的續集版本。此外，麥田守望者刻意在《錢》中模仿了Michael Jackson經典作品Billie Jean中的貝斯旋律和Blur在Song 2中的‘Woo-Hoo’聲。

## 曲目
1、我們的世界
2、刺客
3、Super Star
4、錢
5、The Perfect Day
6、白夜
7、崩潰
8、My Sunday II
9、我們長得不漂亮
10、一意孤行